# Talliden
Talliden är en by i Norsjö kommun, Västerbottens län. Byn ligger högt beläget, med vid utsikt.

## Historik
Kattisberg och Talliden hörde ursprungligen samman i ett nybygge. Det utsynades i början av 1800-talet av bonden Zachris Olofsson i Risliden. Han fick 1807 beviljat till anläggning krononybygget Kattisberg. Han sålde det senare till sina söner Per och Olof Zachrisson, de båda bröderna blev ”innehavare av hälften hvardera av Kattisbergets Krono Nybygge” genom utslag den 21 september 1831. Båda bröderna bodde i Risliden. 
År 1835 sålde Per Zachrisson sin hälft av nybygget till sin son Johan Persson, som 1837 fick tillstånd att bosätta sig i Talliden. Olof Zachrisson sålde sin del år 1843 till sin son Olof Olofsson, som blev den förste åbon i Kattisberg. I början av 1870-talet delades de två fastigheterna definitivt och skattlades.